# Спартименто (Напуљ)
Спартименто (итал. Spartimento) је насеље у Италији у округу Напуљ, региону Кампанија.
Према процени из 2011. у насељу је живело 1172 становника. Насеље се налази на надморској висини од 59 м.